# にがわらい

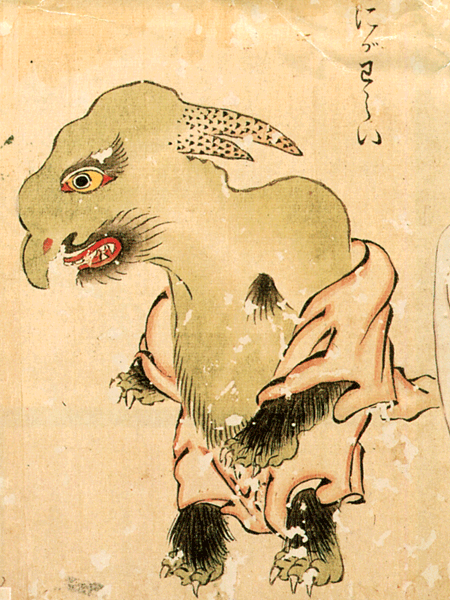
松井文庫所蔵『百鬼夜行絵巻』より「にがわらい」

にがわらいは、日本の妖怪絵巻に描かれている妖怪。苦笑（にがわらい）とも書かれる。

## 概要
角の生えた怪物のような姿で描かれる。熊本県八代市の松井文庫所蔵品である妖怪絵巻『百鬼夜行絵巻』をはじめ、おなじく江戸時代に描かれた絵巻物『百物語化絵絵巻』（1780年）や『ばけ物つくし帖』に描かれている。
どのようなことをする妖怪であるのかは絵巻物にも示されていないため詳細は不明である。デザイン上のモデルとなったのは、室町時代の『百鬼夜行絵巻』に描かれている同様の姿をした妖怪であると考えられている。

## 平成以後の解説
水木しげるの著作では、苦笑の手には毒があり、料理の味を苦くしてまう一方、その手によって人の腹痛を治してくれたりもしたという解説が書かれている。